# Station Bayside
Station Bayside  is een treinstation in Bayside in het Ierse graafschap Dublin. Het ligt aan de zijtak naar Howth van de noordelijke tak van DART. Naar Dublin en naar Howth rijdt ieder half uur een DART-trein. In Howth Junction is er een aansluiting naar Drogheda.